# Bake Off Italia - Dolci in forno (nona edizione)
La nona edizione di Bake Off Italia - Dolci in forno va in onda dal 3 settembre 2021 su Real Time. La location di quest'anno è, per il terzo anno consecutivo, Villa Borromeo d'Adda, ad Arcore.
La presentatrice della gara continua ad essere Benedetta Parodi, mentre il terzetto dei giudici torna ad essere composto come nella settima edizione (Ernst Knam, Clelia d'Onofrio e Damiano Carrara).

## Concorrenti
| Pos. | Concorrente               | Età | Occupazione                          | Città                      | Stato                |
| ---- | ------------------------- | --- | ------------------------------------ | -------------------------- | -------------------- |
| 1ª   | Daniela Ribezzo           | 30  | Insegnante e ballerina               | Foggia                     | Vincitrice           |
| 2º   | Lola Litvinova            | 49  | Fitness trainer e ballerina          | Roma                       | Secondi classificati |
| 2º   | Roberto Portanova         | 40  | Militare                             | Ventimiglia di Sicilia     | Secondi classificati |
| 3°   | Giacomo "Peperita" Liuzzi | 38  | Impiegato e drag queen               | Bari                       | Terzo classificato   |
| 4°   | Simone Meli               | 19  | Studente                             | Bollate                    | Eliminato            |
| 5°   | Enrico Sistino            | 39  | Operaio                              | Paderno Dugnano            | Eliminato            |
| 6ª   | Gloria Procopio           | 42  | Client advisor                       | Roma                       | Eliminata            |
| 7°   | Gerardo Abbandonato       | 36  | Chimico                              | Pignola                    | Eliminato            |
| 8ª   | Natascia Soldati          | 23  | Studentessa universitaria            | Savignano sul Rubicone     | Eliminata            |
| 9ª   | Patrizia Valerio          | 67  | Pensionata                           | Napoli                     | Eliminata            |
| 10°  | Pedro Menvielle           | 36  | Imprenditore                         | San Gimignano              | Eliminato            |
| 11°  | Matteo Andrea Polini      | 23  | Studente universitario e modello     | Brescia                    | Eliminato            |
| 12°  | Marco Palma               | 26  | Studente universitario               | Genova                     | Eliminato            |
| 13ª  | Nancy "Naney" Calvo       | 52  | Casalinga                            | Gradisca d'Isonzo          | Eliminata            |
| 14ª  | Lora Kayyal               | 27  | Fisioterapista                       | Genova                     | Eliminata            |
| 15ª  | Pancrazia Cavallone       | 48  | Bracciante agricola                  | Erchie                     | Eliminata            |
| 16°  | Giuseppe Lombardo         | 69  | Pensionato (ex tecnico-radiologo)    | Reggio Emilia              | Eliminato            |
| 17°  | Edoardo Baldini           | 28  | Studente universitario               | Sesto Fiorentino           | Eliminato            |
| 18ª  | Gloria Battiston          | 18  | Studentessa                          | San Michele al Tagliamento | Eliminata            |
| 19ª  | Rosanna Olindo            | 58  | Pensionata (ex dirigente scolastica) | Siracusa                   | Ritirata             |

## Tabella eliminazioni
| 1  | Enrico    | Edoardo   | Enrico    | Peperita  | Patrizia  | Simone    | Enrico    | Lola      | Peperita  | Simone    | Daniela   | Daniela   | Daniela  | Roberto  | Roberto  | Daniela  | Daniela |  |  |  |  |  |  |  |  |  |  |  |  |  |  |  |  |  |  |  |  |  |  |  |  |  |  |  |  |  |  |  |  |  |  |  |  |  |  |  |  |  |  |  |  |  |  |  |  |  |  |  |  |  |  |  |  |  |  |  |  |  |  |  |  |  |  |  |  |  |  |  |  |  |  |  |  |  |  |  |  |  |  |  |  |  |  |  |  |  |  |  |  |  |  |  |  |  |  |  |
| 2  | Gerardo   | Patrizia  | Gerardo   | Roberto   | Daniela   | Daniela   | Daniela   | Daniela   | Daniela   | Daniela   | Gloria P. | Enrico    | Peperita | Daniela  | Daniela  | Roberto  | Lola    |  |  |  |  |  |  |  |  |  |  |  |  |  |  |  |  |  |  |  |  |  |  |  |  |  |  |  |  |  |  |  |  |  |  |  |  |  |  |  |  |  |  |  |  |  |  |  |  |  |  |  |  |  |  |  |  |  |  |  |  |  |  |  |  |  |  |  |  |  |  |  |  |  |  |  |  |  |  |  |  |  |  |  |  |  |  |  |  |  |  |  |  |  |  |  |  |  |  |  |
| 3  | Gloria B. | Gerardo   | Giuseppe  | Gloria P. | Enrico    | Enrico    | Gerardo   | Gerardo   | Enrico    | Enrico    | Peperita  | Lola      | Roberto  | Lola     | Peperita | Lola     | Roberto |  |  |  |  |  |  |  |  |  |  |  |  |  |  |  |  |  |  |  |  |  |  |  |  |  |  |  |  |  |  |  |  |  |  |  |  |  |  |  |  |  |  |  |  |  |  |  |  |  |  |  |  |  |  |  |  |  |  |  |  |  |  |  |  |  |  |  |  |  |  |  |  |  |  |  |  |  |  |  |  |  |  |  |  |  |  |  |  |  |  |  |  |  |  |  |  |  |  |  |
| 4  | Gloria P. | Giuseppe  | Peperita  | Lola      | Gerardo   | Gerardo   | Gloria P. | Gloria P. | Gloria P. | Lola      | Roberto   | Roberto   | Simone   | Peperita | Lola     | Peperita |         |  |  |  |  |  |  |  |  |  |  |  |  |  |  |  |  |  |  |  |  |  |  |  |  |  |  |  |  |  |  |  |  |  |  |  |  |  |  |  |  |  |  |  |  |  |  |  |  |  |  |  |  |  |  |  |  |  |  |  |  |  |  |  |  |  |  |  |  |  |  |  |  |  |  |  |  |  |  |  |  |  |  |  |  |  |  |  |  |  |  |  |  |  |  |  |  |  |  |  |
| 5  | Lola      | Gloria P. | Matteo    | Simone    | Gloria P. | Gloria P. | Lola      | Natascia  | Lola      | Natascia  | Simone    | Simone    | Lola     | Simone   |          |          |         |  |  |  |  |  |  |  |  |  |  |  |  |  |  |  |  |  |  |  |  |  |  |  |  |  |  |  |  |  |  |  |  |  |  |  |  |  |  |  |  |  |  |  |  |  |  |  |  |  |  |  |  |  |  |  |  |  |  |  |  |  |  |  |  |  |  |  |  |  |  |  |  |  |  |  |  |  |  |  |  |  |  |  |  |  |  |  |  |  |  |  |  |  |  |  |  |  |  |  |
| 6  | Marco     | Lora      | Natascia  | Matteo    | Lola      | Lola      | Natascia  | Peperita  | Natascia  | Peperita  | Enrico    | Peperita  | Enrico   |          |          |          |         |  |  |  |  |  |  |  |  |  |  |  |  |  |  |  |  |  |  |  |  |  |  |  |  |  |  |  |  |  |  |  |  |  |  |  |  |  |  |  |  |  |  |  |  |  |  |  |  |  |  |  |  |  |  |  |  |  |  |  |  |  |  |  |  |  |  |  |  |  |  |  |  |  |  |  |  |  |  |  |  |  |  |  |  |  |  |  |  |  |  |  |  |  |  |  |  |  |  |  |
| 7  | Matteo    | Simone    | Pancrazia | Naney     | Matteo    | Patrizia  | Patrizia  | Roberto   | Simone    | Roberto   | Lola      | Gloria P. |          |          |          |          |         |  |  |  |  |  |  |  |  |  |  |  |  |  |  |  |  |  |  |  |  |  |  |  |  |  |  |  |  |  |  |  |  |  |  |  |  |  |  |  |  |  |  |  |  |  |  |  |  |  |  |  |  |  |  |  |  |  |  |  |  |  |  |  |  |  |  |  |  |  |  |  |  |  |  |  |  |  |  |  |  |  |  |  |  |  |  |  |  |  |  |  |  |  |  |  |  |  |  |  |
| 8  | Pedro     | Pancrazia | Patrizia  | Pedro     | Natascia  | Pedro     | Peperita  | Simone    | Gerardo   | Gerardo   | Gerardo   |           |          |          |          |          |         |  |  |  |  |  |  |  |  |  |  |  |  |  |  |  |  |  |  |  |  |  |  |  |  |  |  |  |  |  |  |  |  |  |  |  |  |  |  |  |  |  |  |  |  |  |  |  |  |  |  |  |  |  |  |  |  |  |  |  |  |  |  |  |  |  |  |  |  |  |  |  |  |  |  |  |  |  |  |  |  |  |  |  |  |  |  |  |  |  |  |  |  |  |  |  |  |  |  |  |
| 9  | Roberto   | Roberto   | Pedro     | Enrico    | Pedro     | Peperita  | Roberto   | Enrico    | Patrizia  | Gloria P. | Natascia  |           |          |          |          |          |         |  |  |  |  |  |  |  |  |  |  |  |  |  |  |  |  |  |  |  |  |  |  |  |  |  |  |  |  |  |  |  |  |  |  |  |  |  |  |  |  |  |  |  |  |  |  |  |  |  |  |  |  |  |  |  |  |  |  |  |  |  |  |  |  |  |  |  |  |  |  |  |  |  |  |  |  |  |  |  |  |  |  |  |  |  |  |  |  |  |  |  |  |  |  |  |  |  |  |  |
| 10 | Simone    | Enrico    | Simone    | Marco     | Roberto   | Roberto   | Pedro     | Patrizia  | Roberto   | Patrizia  |           |           |          |          |          |          |         |  |  |  |  |  |  |  |  |  |  |  |  |  |  |  |  |  |  |  |  |  |  |  |  |  |  |  |  |  |  |  |  |  |  |  |  |  |  |  |  |  |  |  |  |  |  |  |  |  |  |  |  |  |  |  |  |  |  |  |  |  |  |  |  |  |  |  |  |  |  |  |  |  |  |  |  |  |  |  |  |  |  |  |  |  |  |  |  |  |  |  |  |  |  |  |  |  |  |  |
| 11 | Patrizia  | Naney     | Daniela   | Daniela   | Simone    | Matteo    | Simone    | Pedro     |           |           |           |           |          |          |          |          |         |  |  |  |  |  |  |  |  |  |  |  |  |  |  |  |  |  |  |  |  |  |  |  |  |  |  |  |  |  |  |  |  |  |  |  |  |  |  |  |  |  |  |  |  |  |  |  |  |  |  |  |  |  |  |  |  |  |  |  |  |  |  |  |  |  |  |  |  |  |  |  |  |  |  |  |  |  |  |  |  |  |  |  |  |  |  |  |  |  |  |  |  |  |  |  |  |  |  |  |
| 12 | Natascia  | Natascia  | Lola      | Patrizia  | Marco     | Natascia  | Matteo    |           |           |           |           |           |          |          |          |          |         |  |  |  |  |  |  |  |  |  |  |  |  |  |  |  |  |  |  |  |  |  |  |  |  |  |  |  |  |  |  |  |  |  |  |  |  |  |  |  |  |  |  |  |  |  |  |  |  |  |  |  |  |  |  |  |  |  |  |  |  |  |  |  |  |  |  |  |  |  |  |  |  |  |  |  |  |  |  |  |  |  |  |  |  |  |  |  |  |  |  |  |  |  |  |  |  |  |  |  |
| 13 | Daniela   | Peperita  | Lora      | Gerardo   | Peperita  | Marco     |           |           |           |           |           |           |          |          |          |          |         |  |  |  |  |  |  |  |  |  |  |  |  |  |  |  |  |  |  |  |  |  |  |  |  |  |  |  |  |  |  |  |  |  |  |  |  |  |  |  |  |  |  |  |  |  |  |  |  |  |  |  |  |  |  |  |  |  |  |  |  |  |  |  |  |  |  |  |  |  |  |  |  |  |  |  |  |  |  |  |  |  |  |  |  |  |  |  |  |  |  |  |  |  |  |  |  |  |  |  |
| 14 | Lora      | Daniela   | Naney     | Natascia  | Naney     |           |           |           |           |           |           |           |          |          |          |          |         |  |  |  |  |  |  |  |  |  |  |  |  |  |  |  |  |  |  |  |  |  |  |  |  |  |  |  |  |  |  |  |  |  |  |  |  |  |  |  |  |  |  |  |  |  |  |  |  |  |  |  |  |  |  |  |  |  |  |  |  |  |  |  |  |  |  |  |  |  |  |  |  |  |  |  |  |  |  |  |  |  |  |  |  |  |  |  |  |  |  |  |  |  |  |  |  |  |  |  |
| 15 | Pancrazia | Lola      | Roberto   | Lora      |           |           |           |           |           |           |           |           |          |          |          |          |         |  |  |  |  |  |  |  |  |  |  |  |  |  |  |  |  |  |  |  |  |  |  |  |  |  |  |  |  |  |  |  |  |  |  |  |  |  |  |  |  |  |  |  |  |  |  |  |  |  |  |  |  |  |  |  |  |  |  |  |  |  |  |  |  |  |  |  |  |  |  |  |  |  |  |  |  |  |  |  |  |  |  |  |  |  |  |  |  |  |  |  |  |  |  |  |  |  |  |  |
| 16 | Peperita  | Pedro     | Gloria P. | Pancrazia |           |           |           |           |           |           |           |           |          |          |          |          |         |  |  |  |  |  |  |  |  |  |  |  |  |  |  |  |  |  |  |  |  |  |  |  |  |  |  |  |  |  |  |  |  |  |  |  |  |  |  |  |  |  |  |  |  |  |  |  |  |  |  |  |  |  |  |  |  |  |  |  |  |  |  |  |  |  |  |  |  |  |  |  |  |  |  |  |  |  |  |  |  |  |  |  |  |  |  |  |  |  |  |  |  |  |  |  |  |  |  |  |
| 17 | Edoardo   | Marco     | Marco     | Giuseppe  |           |           |           |           |           |           |           |           |          |          |          |          |         |  |  |  |  |  |  |  |  |  |  |  |  |  |  |  |  |  |  |  |  |  |  |  |  |  |  |  |  |  |  |  |  |  |  |  |  |  |  |  |  |  |  |  |  |  |  |  |  |  |  |  |  |  |  |  |  |  |  |  |  |  |  |  |  |  |  |  |  |  |  |  |  |  |  |  |  |  |  |  |  |  |  |  |  |  |  |  |  |  |  |  |  |  |  |  |  |  |  |  |
| 18 | Giuseppe  | Matteo    | Edoardo   |           |           |           |           |           |           |           |           |           |          |          |          |          |         |  |  |  |  |  |  |  |  |  |  |  |  |  |  |  |  |  |  |  |  |  |  |  |  |  |  |  |  |  |  |  |  |  |  |  |  |  |  |  |  |  |  |  |  |  |  |  |  |  |  |  |  |  |  |  |  |  |  |  |  |  |  |  |  |  |  |  |  |  |  |  |  |  |  |  |  |  |  |  |  |  |  |  |  |  |  |  |  |  |  |  |  |  |  |  |  |  |  |  |
| 19 | Naney     | Gloria B. |           |           |           |           |           |           |           |           |           |           |          |          |          |          |         |  |  |  |  |  |  |  |  |  |  |  |  |  |  |  |  |  |  |  |  |  |  |  |  |  |  |  |  |  |  |  |  |  |  |  |  |  |  |  |  |  |  |  |  |  |  |  |  |  |  |  |  |  |  |  |  |  |  |  |  |  |  |  |  |  |  |  |  |  |  |  |  |  |  |  |  |  |  |  |  |  |  |  |  |  |  |  |  |  |  |  |  |  |  |  |  |  |  |  |
| 20 | Rosanna   |           |           |           |           |           |           |           |           |           |           |           |          |          |          |          |         |  |  |  |  |  |  |  |  |  |  |  |  |  |  |  |  |  |  |  |  |  |  |  |  |  |  |  |  |  |  |  |  |  |  |  |  |  |  |  |  |  |  |  |  |  |  |  |  |  |  |  |  |  |  |  |  |  |  |  |  |  |  |  |  |  |  |  |  |  |  |  |  |  |  |  |  |  |  |  |  |  |  |  |  |  |  |  |  |  |  |  |  |  |  |  |  |  |  |  |

Legenda:
     Il concorrente ha vinto la gara
     Il concorrente ha perso la sfida finale e si classifica al secondo posto della gara
     Il concorrente si classifica al terzo posto della gara
     Il concorrente accede in finale
     Il concorrente ha vinto la puntata ed ha diritto ad indossare il "grembiule blu"
     Il concorrente ha vinto la puntata ed anche la prova tecnica
     Il concorrente ha vinto la prova tecnica ed è salvo
     Il concorrente ha affrontato la prova salvezza ed è salvo
     Il concorrente ha affrontato la prova creativa e/o tecnica, è salvo ed accede alla puntata successiva (l'ordine di chiamata è casuale)
     Il concorrente, al termine di una prova, o della puntata, figura tra gli ultimi 2 o 3 classificati ed è a rischio eliminazione, ma si salva
     Il concorrente è stato eliminato al termine di una prova
     Il concorrente è stato eliminato al termine della prova creativa
     Il concorrente è stato eliminato al termine della puntata
     Il concorrente si è ritirato dalla gara
     Il concorrente accede alla finalissima
|               | 1        | 2         | 3         | 4         | 4         | 4         | 5         | 6         | 7         | 8         | 9           | 10        | 11                         | 11                         | 12        | 13        | 14        | Semifinale | Finale    | Finale     | Grembiuli blu vinti |
| Prova Tecnica | Simone   | Roberto   | Daniela   | N.D.      | N.D.      | N.D.      | Patrizia  | Lola      | Roberto   | Lola      | Enrico      | Roberto   | Gloria P. Peperita Roberto | Gloria P. Peperita Roberto | Daniela   | Roberto   | Roberto   | Roberto    | N.D.      | N.D.       | Grembiuli blu vinti |
| Daniela       | TERZA    | TERZA     | SECONDA   | N.D.      | ULTIMI 3  | N.D.      | SALVA     | SALVA     | SALVA     | SALVA     | SALVA       | SALVA     | SALVA                      | PRIMA                      | PRIMA     | PRIMA     | SALVA     | FINALISTA  | FINALISTA | VINCITRICE | 3                   |
| Lola          | PRIMA    | TERZA     | TERZA     | N.D.      | SALVA     | N.D.      | SALVA     | SALVA     | SALVA     | PRIMA     | SALVA       | SALVA     | SALVA                      | ULTIMI 3                   | SALVA     | ULTIMI 2  | SALVA     | ULTIMI 2   | FINALISTA | SECONDA    | 1                   |
| Roberto       | PRIMO    | SECONDO   | TERZO     | N.D.      | N.D.      | SALVO     | SALVO     | SALVO     | SALVO     | SALVO     | ULTIMI 3    | SALVO     | SALVO                      | N.D.                       | SALVO     | SALVO     | PRIMO     | FINALISTA  | FINALISTA | SECONDO    | 1                   |
| Peperita      | TERZO    | SECONDO   | PRIMO     | N.D.      | N.D.      | SALVO     | ULTIMI 3  | SALVO     | SALVO     | SALVO     | PRIMO       | SALVO     | SALVO                      | N.D.                       | ULTIMI 2  | SALVO     | ULTIMI 2  | ULTIMI 2   | TERZO     |            | 1                   |
| Simone        | SECONDO  | PRIMO     | PRIMO     | N.D.      | SALVO     | N.D.      | SALVO     | PRIMO     | ULTIMI 3  | SALVO     | SALVO       | PRIMO     | SALVO                      | SALVO                      | SALVO     | SALVO     | ELIMINATO |            |           |            | 2                   |
| Enrico        | PRIMO    | SECONDO   | PRIMO     | N.D.      | N.D.      | ULTIMI 3  | SALVO     | SALVO     | PRIMO     | ULTIMI 3  | _..SALVO.._ | SALVO     | SALVO                      | ULTIMI 3                   | SALVO     | ELIMINATO |           |            |           |            | 1                   |
| Gloria P.     | PRIMA    | PRIMA     | ULTIMI 3  | N.D.      | SALVA     | N.D.      | SALVA     | SALVA     | SALVA     | SALVA     | SALVA       | ULTIMI 3  | ULTIMI 3                   | N.D.                       | ELIMINATA |           |           |            |           |            | 0                   |
| Gerardo       | PRIMO    | PRIMO     | PRIMO     | ULTIMI 3  | N.D.      | N.D.      | SALVO     | SALVO     | SALVO     | SALVO     | ULTIMI 3    | ULTIMI 3  | ULTIMI 3                   | ELIMINATO                  |           |           |           |            |           |            | 0                   |
| Natascia      | SECONDA  | SECONDA   | PRIMA     | ULTIMI 3  | N.D.      | N.D.      | SALVA     | ULTIMI 3  | SALVA     | SALVA     | SALVA       | SALVA     | ELIMINATA                  |                            |           |           |           |            |           |            | 0                   |
| Patrizia      | SECONDA  | PRIMA     | PRIMA     | N.D.      | ULTIMI 3  | N.D.      | PRIMA     | SALVA     | SALVA     | ULTIMI 3  | ULTIMI 3    | ELIMINATA |                            |                            |           |           |           |            |           |            | 1                   |
| Pedro         | PRIMO    | TERZO     | PRIMO     | SALVO     | N.D.      | N.D.      | SALVO     | SALVO     | ULTIMI 3  | ELIMINATO |             |           |                            |                            |           |           |           |            |           |            | 0                   |
| Matteo        | PRIMO    | ULTIMI 3  | PRIMO     | SALVO     | N.D.      | N.D.      | SALVO     | ULTIMI 3  | ELIMINATO |           |             |           |                            |                            |           |           |           |            |           |            | 0                   |
| Marco         | PRIMO    | ULTIMI 3  | ULTIMI 3  | N.D.      | N.D.      | ULTIMI 3  | ULTIMI 3  | ELIMINATO |           |           |             |           |                            |                            |           |           |           |            |           |            | 0                   |
| Naney         | ULTIMI 3 | SECONDA   | TERZA     | SALVA     | N.D.      | N.D.      | ELIMINATA |           |           |           |             |           |                            |                            |           |           |           |            |           |            | 0                   |
| Lora          | TERZA    | PRIMA     | TERZA     | N.D.      | N.D.      | ELIMINATO |           |           |           |           |             |           |                            |                            |           |           |           |            |           |            | 0                   |
| Pancrazia     | TERZA    | PRIMA     | PRIMA     | N.D.      | ELIMINATO |           |           |           |           |           |             |           |                            |                            |           |           |           |            |           |            | 0                   |
| Giuseppe      | ULTIMI 3 | PRIMO     | PRIMO     | ELIMINATO |           |           |           |           |           |           |             |           |                            |                            |           |           |           |            |           |            | 0                   |
| Edoardo       | ULTIMI 3 | PRIMO     | ELIMINATO |           |           |           |           |           |           |           |             |           |                            |                            |           |           |           |            |           |            | 0                   |
| Gloria B.     | PRIMA    | ELIMINATA |           |           |           |           |           |           |           |           |             |           |                            |                            |           |           |           |            |           |            | 0                   |
| Rosanna       | RITIRATA |           |           |           |           |           |           |           |           |           |             |           |                            |                            |           |           |           |            |           |            | 0                   |

Legenda:
     Il concorrente ha vinto la gara
     Il concorrente ha perso la sfida finale e si classifica al secondo posto della gara
     Il concorrente si classifica al terzo posto della gara
     Il concorrente accede in finale
     Il concorrente ha vinto il grembiule blu
     Il concorrente supera la prima prova
     Il concorrente supera la prova tecnica
     Il concorrente supera la prova salvezza
     Il concorrente è salvo e accede alla puntata successiva
     Il concorrente, al termine di una prova, o della puntata, figura tra gli ultimi 2 o 3 classificati ed è a rischio eliminazione, ma si salva
     Il concorrente è stato eliminato al termine della puntata
     Il concorrente si è ritirato dalla gara
     Il concorrente ha perso la sfida finale

## Riassunto episodi

### Episodio 1
Prima TV: 3 settembre 2021
In questo primo episodio i 20 migliori pasticceri risultanti dai casting hanno inizialmente affrontato una prova creativa nel giardino della villa, al termine della quale hanno ricevuto un giudizio dal terzetto dei giudici: in caso di esito positivo, hanno guadagnato la salvezza e l'accesso alla puntata successiva; in caso di esito negativo, sono dovuti entrare nel tendone per disputare la prova tecnica.
Analogamente, anche al termine della prova tecnica sono stati individuati dai giudici i concorrenti migliori, che si sono dunque assicurati un posto nel prossimo episodio.
I pasticceri restanti, invece, si sono dovuti giocare il tutto per tutto in una prova salvezza che avrebbe dovuto determinare il concorrente peggiore, ovvero il primo eliminato.
- La prova creativa: Dolce di casa mia
  - Salvi: Enrico, Gerardo, Gloria B., Gloria P., Lola, Marco, Matteo, Pedro, Roberto
- La prova tecnica: Torta Grande Italia di Ernst Knam
  - Salvi: Natascia, Patrizia, Simone
- La prova salvezza: Torta tridimensionale a forma di casetta, dedicata a Clelia
- Concorrente eliminato: in seguito al ritiro di Rosanna, i giudici decidono di non eliminare nessuno

### Episodio 2
Prima TV: 10 settembre 2021 

In questa seconda puntata rimane invariato il meccanismo utilizzato per la puntata precedente. L'unica differenza si riscontra nella prova tecnica, che stavolta permette (ai primi cinque posti assegnati) di salvarsi dalla prova salvezza e di passare direttamente alla puntata successiva. Rispetto alla prima puntata, Clelia d'Onofrio, in questa, giudica solo nella terza prova.
- La prova creativa: Dolce XXL
  - Salvi: Simone, Patrizia, Gloria P., Edoardo, Giuseppe, Pancrazia, Lora, Gerardo
- La prova tecnica: Torta Dobos XL[2] di Damiano Carrara
  - Salvi: Enrico, Naney, Natascia, Peperita, Roberto
- La prova salvezza: Crostata XXL[3]
- Concorrente eliminato: Gloria B.

### Episodio 3
Prima TV: 17 settembre 2021 

In questa terza puntata per la prova creativa i 18 concorrenti rimasti sono stati divisi in tre gruppi, e ad ognuno di questo è stato assegnata una coppia di ingredienti falsi amici, ovvero all'aspetto buoni da abbinare, ma nell'essenza molto diversi nel sapore. All'interno dei tre gruppi sono state formate (con sorteggio da parte della conduttrice) 3 coppie che si sfideranno in un duello dal quale potranno uscirne salvi o meno. A giudicare i duelli e quindi la prova creativa sono esclusivamente Ernst Knam e Damiano Carrara.
Come nelle precedenti puntate, i concorrenti che non hanno superato la prova creativa, sono chiamati ad affrontare la prova tecnica, che in questa puntata ha permesso solo al primo classificato di salvarsi, mentre il resto dei concorrenti ha dovuto partecipare alla prova salvezza (questa giudicata anche da Clelia d'Onofrio).
- La prova creativa: Dolce con coppia di ingredienti falsi amici
  - Primo gruppo: Liquirizia e Menta (Pedro vs Daniela, Patrizia vs Naney, Lora vs Giuseppe)
    - Salvi: Pedro, Patrizia, Giuseppe

  - Secondo gruppo: Basilico e Pinoli (Edoardo vs Pancrazia, Matteo vs Marco, Gerardo vs Gloria P.)
    - Salvi: Pancrazia, Matteo, Gerardo

  - Terzo gruppo: Arancia e Caffè (Simone vs Enrico, Natascia vs Roberto, Peperita vs Lola)
    - Salvi: Simone, Enrico, Peperita, Natascia
- La prova tecnica: Torta delle rose
  - Salva: Daniela
- La prova salvezza: Jelly cake
- Concorrente eliminato: Edoardo

### Episodio 4
Prima TV: 24 settembre 2021
In questa quarta puntata non si sono svolte regolarmente le tre prove, perché ognuna di questa ha portato all’eliminazione di uno dei concorrenti. Ciascuna delle tre prove salvezza ha visto sfidarsi un certo numero di concorrenti (due gruppi da 6 ed uno da 5), che se salvi, hanno avuto accesso diretto alla puntata successiva, altrimenti hanno dovuto abbandonare la gara.
- La 1ª prova salvezza: Torta Scacciaguai (con sale, peperoncino e aglio nero)
  - Primo gruppo: (Pedro, Matteo, Natascia, Naney, Gerardo, Giuseppe)
- Primo Concorrente eliminato: Giuseppe
- La 2ª prova salvezza: Torta Ruota della sorte (con crema chiboust, senza farina e in 70 minuti)
  - Secondo gruppo: (Daniela, Lola, Simone, Pancrazia, Patrizia, Gloria P.)
- Secondo Concorrente eliminato: Pancrazia
- La 3ª prova salvezza: Torta di Madame Clelia (a forma di portafortuna e con un imprevisto - diversi per ciascun concorrente)
  - Terzo gruppo: (Marco[4], Lora[5], Enrico[6], Peperita[7], Roberto[8])
- Terzo Concorrente eliminato: Lora

### Episodio 5
Prima TV: 1º ottobre 2021
In questo quinto episodio, si ritorna alle origini. I quattordici concorrenti rimasti si sfidano sotto il tendone, l’uno contro l’altro, in tutte le prove. Al termine delle tre  sfide, il concorrente che mediamente sarà risultato il peggiore rispetto agli altri, sarà eliminato e dovrà abbandonare definitivamente il gioco. In questa puntata la seconda prova (quella tecnica), si è svolta in esterna, a Perugia.
- La prova creativa: Torta La Tris di cioccolato
- La prova tecnica: Ciaramicola al cioccolato
- La prova salvezza: Torta su stecco[9]
- Grembiule blu :Patrizia
- Concorrente eliminato: Naney

### Episodio 6
Prima TV: 8 ottobre 2021

In questo sesto episodio i tredici pasticceri amatoriali si sfidano nelle solite tre prove, giudicate però nelle prime due solo da Ernst Knam e Damiano Carrara. Per la prova creativa, Patrizia può scegliere per prima, grazie al bonus vinto nella scorsa puntata, quale verdura utilizzare, e può scegliere anche cosa utilizzerà un concorrente che vuole. Da qui si genera una catena di scelte per assegnare tutte le verdure.
- La prova creativa: Tarte Tatin di verdure[10]
- La prova tecnica: Panna cotta al caffè (nella versione di Carlotta Perego)[11]
- La prova salvezza: Green cake[12]
- Grembiule blu : Simone
- Concorrente eliminato: Marco

### Episodio 7
Prima TV: 15 ottobre 2021

In questo settimo episodio i dodici pasticceri amatoriali si sfidano nelle solite tre prove, giudicate anche questa volta solo da Ernst Knam e Damiano Carrara. Per la prova creativa, Simone può scegliere, grazie al bonus vinto nella scorsa puntata, 5 pasticceri che riceveranno un tempo supplementare di 10 minuti, insieme a lui stesso. I pasticceri scelti sono: Daniela, Gerardo, Pedro, Natascia, Enrico.
- La prova creativa: La Shag cake
- La prova tecnica: La Torta SuperLike[13]
- La prova salvezza: La Torta Selfie[14]
- Grembiule blu : Enrico
- Concorrente eliminato: Matteo

### Episodio 8
Prima TV: 22 ottobre 2021

In questo ottavo episodio gli undici pasticceri amatoriali si sfidano nelle solite tre prove, giudicate anche questa volta solo da Ernst Knam e Damiano Carrara (nelle prime due). Per la prova salvezza, Enrico ha la possibilità di evitare una delle quattro preparazioni.
- La prova creativa: Biscotti Spiritosi[16]
- La prova tecnica: Babà (nella versione di Ernst Knam)[17]
- La prova salvezza: Quattro preparazioni dell'Oktoberfest[18]
- Grembiule blu: Lola
- Concorrente eliminato: Pedro

### Episodio 9
Prima TV: 29 ottobre 2021

In questo nono episodio i dieci pasticceri amatoriali si sfidano nelle solite tre prove, giudicate anche questa volta solo da Ernst Knam e Damiano Carrara (nelle prime due). Per la prova tecnica, Lola, vincitrice del grembiule blu, può decidere di usufruire di un massimo di tre suggerimenti durante la preparazione del dolce (Lola decide di non usarne nessuno). Per via di un malessere temporaneo, Patrizia non partecipa alla prova tecnica. In questa puntata la seconda prova (quella tecnica) si è svolta in esterna in Val di non.
- La prova creativa: Torta Settimo Cielo[19]
- La prova tecnica: Torta di mele renette (nella versione di Damiano Carrara)[20]
- La prova salvezza: Tre Dolci basati sulle divinità greche[21][22]
- Grembiule blu : Peperita
- Concorrente eliminato: I giudici decidono di non eliminare nessuno per questa puntata

### Episodio 10
Prima TV: 5 novembre 2021

In questo decimo episodio i dieci pasticceri amatoriali rimasti si  sfidano nelle solite tre prove, giudicate anche questa volta solo da Ernst Knam e Damiano Carrara (nelle prime due). Per la prova tecnica, Peperita, vincitore del grembiule blu, può usufruire del suo bonus, ricevendo una dimostrazione privata e pratica della decorazione in stile merletto, del dolce.
- La prova creativa: Due preparazioni diverse[23] di Pasta ripiena
- La prova tecnica: Coricheddos[24]
- La prova sorpresa: Love Cake[25]
- Grembiule blu : Simone
- Concorrente eliminato: Patrizia

### Episodio 11
Prima TV: 12 novembre 2021

In questo undicesimo episodio i nove pasticceri amatoriali rimasti si sfidano nelle solite tre prove, tutte giudicate questa volta da Ernst Knam, Damiano Carrara e Clelia d'Onofrio. In questa puntata subito dopo la prova creativa viene eliminato il primo concorrente il quanto reputato peggiore della prova. Sempre per la prima prova, Simone, con il grembiule blu ottenuto nella scorsa puntata, può usufruire del suo bonus: 10 minuti insieme al maestro Knam, per consigli sulla sua preparazione. Inoltre, sempre in questa puntata, i tre concorrenti sul podio, nella prova tecnica, sono salvi e passano automaticamente alla prossima puntata. 
- La prova creativa: Cabaret di Pasticcini Ingannevoli[26]
- Primo concorrente eliminato: Natascia
- La prova tecnica: Torta Fedora (nella versione di Damiano Carrara)[27]
  - Salvi: Peperita, Roberto, Gloria P.
- La prova sorpresa: Tsunami Cake[28]
- Grembiule blu: Daniela
- Secondo concorrente eliminato: Gerardo

### Episodio 12
Prima TV: 19 novembre 2021

In questo dodicesimo episodio i sette pasticceri amatoriali rimasti si  sfidano nelle solite tre prove, giudicate anche questa volta solo da Ernst Knam e Damiano Carrara (nelle prime due). Per la prova salvezza Daniela, grazie al grembiule blu ottenuto nella scorsa puntata, può usufruire del suo bonus: scegliere quale bambola utilizzare per la sua torta e assegnare una di queste ad un altro concorrente. Da qui parte una reazione a catena di scelte per tutti i pasticceri.
- La prova creativa: La Mozart Torte[29]
- La prova tecnica: Torta Sweet Rossini (nella versione di Armando Lombardo)[30]
- La prova sorpresa: La Doll Cake[31]
- Grembiule blu: Daniela
- Concorrente eliminato: Gloria P.

### Episodio 13
Prima TV: 26 novembre 2021

In questo tredicesimo episodio i sei pasticceri amatoriali rimasti si  sfidano nelle solite tre prove, giudicate anche questa volta solo da Ernst Knam e Damiano Carrara (nelle prime due). Per la prova tecnica Daniela, grazie al grembiule blu e al bonus vinto, può conoscere le dimensioni del dolce (nonché passaggio misterioso della puntata). Sempre per la prova tecnica, Peperita, non vi partecipa a causa di un malessere temporaneo.
- La prova creativa: Aperitivo Ligure[32]
- La prova tecnica : Tiramisù Deluxe (nella versione combinata di quello di Damiano Carrara ed Ernst Knam)[33]
- La prova sorpresa : Bazooka Cake[34]
- Grembiule blu : Daniela
- Concorrente eliminato : Enrico

### Episodio 14
Prima TV: 3 dicembre 2021

In questo quattordicesimo episodio i cinque pasticceri amatoriali rimasti si sfidano nelle solite tre prove, giudicate anche questa volta solo da Ernst Knam e Damiano Carrara (nelle prime due). Per la prova creativa, Daniela può scegliere per prima, grazie al bonus vinto nella scorsa puntata, quale dolce preparare, e può scegliere anche cosa utilizzerà un concorrente che vuole. Da qui si genera una catena di scelte per assegnare tutti i dolci natalizi.
- La prova creativa: Spice Christmas Cake[35]
  - Dolci e Spezie da sostituire: 
(1) Daniela: Pitta 'mpigliata e Cannella
(2) Simone: Panforte e Chiodi di garofano
(3) Peperita: Buccellato e Cannella
(4) Lola: Pan pepato e Pepe
(5) Roberto: Fristingo e Cannella
- La prova tecnica: Cappellini di Babbo Natale (ricetta di Ernst Knam)[36]
- La prova salvezza: Baklava Natalizio[37]
- Grembiule blu: Roberto
- Concorrente eliminato: Simone

### Episodio 15 -Semifinale
Prima TV: 10 dicembre 2021

In questo quindicesimo episodio (nonché semifinale della nona edizione) i quattro pasticceri amatoriali rimasti si sfidano nelle solite tre prove, giudicate anche questa volta solo da Ernst Knam e Damiano Carrara (nelle prime due).
Al termine della prova creativa però il migliore otterrà un bonus per la prova tecnica. Al termine di quest’ultima si decreterà il primo finalista (primo classificato della tecnica). I restanti tre pasticceri si sfideranno nella prova salvezza per decretare gli altri due finalisti, e di conseguenza l’eliminato di puntata.
Per la prova creativa Roberto, grazie al grembiule blu, può usufruire del suo bonus, ovvero richiedere la preparazione di una delle due farciture per la torta. Daniela, vincitrice del bonus per la prova tecnica ha la ricetta completa del dolce.   
- La prova creativa: Pom Pom Cake[38]
  - Migliore che ottiene il bonus: Daniela
- La prova tecnica: Torta Tra Le Nuvole (ricetta di Damiano Carrara)[39]
- 1º concorrente finalista: Roberto
- La prova salvezza: Baked Alaska[40]
- 2º concorrente finalista: Daniela
- 3º concorrente finalista: Peperita
- 4º concorrente finalista: Lola
- Concorrente eliminato: I giudici decidono di non eliminare nessun concorrente, portando tutti e quattro i pasticceri in finale. All’inizio della finale però, Lola e Peperita (i due concorrenti che al netto delle tre prove della semifinale non hanno spiccato egregiamente) dovranno scontrarsi in un duello per decretare chi potrà gareggiare contro Roberto e Daniela.

### Episodio 16 -Finale
Prima TV: 17 dicembre 2021
- Duello iniziale (Lola vs Peperita): Fette Perfette[41]
- Concorrente eliminato / Terza classificata: Peperita
- La prova tecnica:Il fiore (di Stefano Ferraro)[42]
- La prova finale: Preparazione di tre dolci[43]
- Vincitrice: Daniela
- Secondi classificati: Lola e Roberto

## Ospiti e penalità delle prove tecniche
- In questa edizione di Bake Off Italia, la prova tecnica presenta una penalità. Questa penalità può essere di diverso genere, perché può essere omesso un ingrediente, una grammatura, un passaggio, e così via.

| Puntata    | Ospiti                                                                | Penalità |
| ---------- | --------------------------------------------------------------------- | --- |
| 1ª         | -                                                                     | Quantità di zafferano presente del dolce |
| 2ª         | -                                                                     | Tempo di cottura del biscuit |
| 3ª         | Renato Bosco, Sara Moalli                                             | Numero delle rose di impasto e modalità di avvolgimento di queste nel dolce |
| 4ª         | -                                                                     | [ 44 ] |
| 5ª         | Alberto Farinelli                                                     | In quale momento della preparazione e dove mettere la crema al cioccolato, all’interno del dolce |
| 6ª         | Carlotta Perego                                                       | Tempo di preparazione del dolce |
| 7ª         | Luca Perego                                                           | Inserimento di un ingrediente che non serve, all'interno della ricetta del dolce |
| 8ª         | Marisa Laurito                                                        | Individuare dove inserire le due birre (una scura e una chiara), all'interno del dolce: una all'interno della crema chantilly e una come bagna per il babà |
| 9ª         | -                                                                     | Quantità di mele da utilizzare nelle preparazioni del dolce |
| 10ª        | Giustina Dibello, Antonino Orfanò, Enrica Lacaria, Gianfranca Dettori | Una parte della ricetta è scritta in sardo |
| 11ª        | Renato Ardovino                                                       | Preparare il dolce senza la ricetta, ma seguendo passo per passo Damiano Carrara, che cucina di spalle insieme ai concorrenti |
| 12ª        | Orietta Berti, Csaba dalla Zorza, Armando Lombardo, Emanuele Servidio | Viene omessa la quantità di zucchero nelle tre preparazioni che servono per la composizione del dolce |
| 13ª        | Roberto Villa                                                         | Vengono omesse le dimensioni (in lunghezza e larghezza) delle due preparazioni per comporre il Tiramisù |
| 14ª        | Venia Flessa                                                          | Preparare il dolce senza la ricetta, ma seguendo passo per passo Ernst Knam, che cucina di spalle insieme ai concorrenti |
| Semifinale | -                                                                     | Viene omesso un procedimento (diverso per ognuno dei quattro concorrenti) per la preparazione della torta e ognuno di loro avrà la possibilità di scoprirlo scoppiando uno dei due palloncini che ha. Però questi contengono, in uno il passaggio mancante e nell’altro una penalità |
| Finale     | Stefano Ferraro                                                       | - |

## Ascolti
Auditel riferito a Real Time
| Puntata           | Messa in onda     | Telespettatori | Share |
| ----------------- | ----------------- | -------------- | ----- |
| 1                 | 3 settembre 2021  | 569.000        | 3,20% |
| 2                 | 10 settembre 2021 | 633.000        | 3,29% |
| 3                 | 17 settembre 2021 | 589.000        | 2,90% |
| 4                 | 24 settembre 2021 | 615.000        | 3,00% |
| 5                 | 1º ottobre 2021   | 568.000        | 2,70% |
| 6                 | 8 ottobre 2021    | 609.000        | 2,70% |
| 7                 | 15 ottobre 2021   | 663.000        | 2,99% |
| 8                 | 22 ottobre 2021   | 557.000        | 2,55% |
| 9                 | 29 ottobre 2021   | 650.000        | 2,90% |
| 10                | 5 novembre 2021   | 573.000        | 2,50% |
| 11                | 12 novembre 2021  | 595.000        | 2,46% |
| 12                | 19 novembre 2021  | 624.000        | 2,77% |
| 13                | 26 novembre 2021  | 560.000        | 2,47% |
| 14                | 3 dicembre 2021   | 552.000        | 2,42% |
| Semifinale        | 10 dicembre 2021  | 700.000        | 3,03% |
| Finale            | 17 dicembre 2021  | 724.000        | 3,30% |
| Media provvisoria | Media provvisoria | 612.000        | 2,82% |

- In termini di share (2,82%), questa edizione risulta la meno vista nella storia del programma. Anche la finale, in termini di share (3,30%), è la meno vista in assoluto.